# Ficção pré-histórica

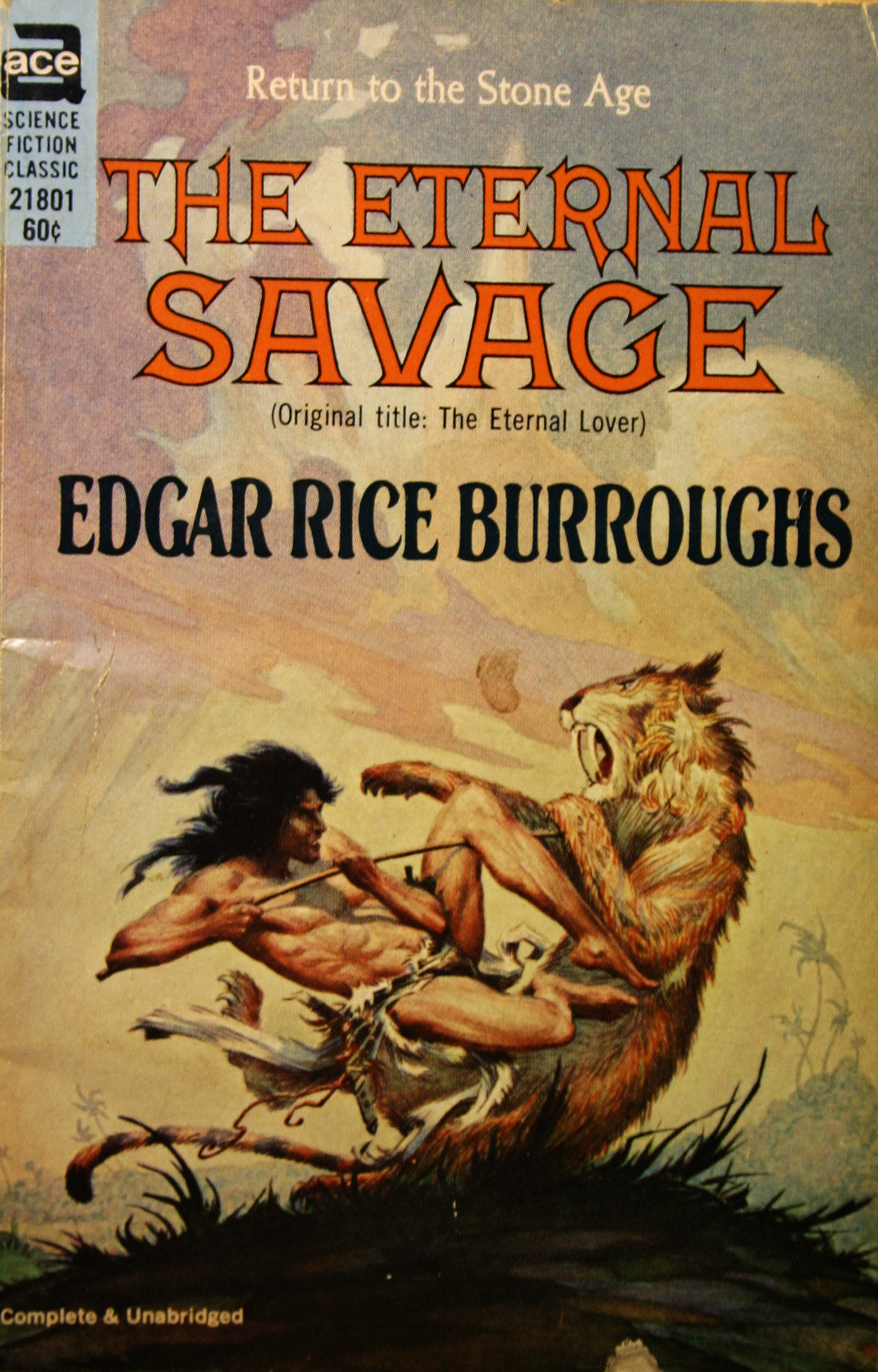
Capa de The Eternal Savage de Edgar Rice Burroughs, 1963, arte de Roy Krenkel

Ficção pré-histórica é um gênero literário em que a história se passa no período anterior à existência da escrita, período conhecido como pré-história. Como gênero ficcional, a descrição realista varia, sem necessariamente o compromisso de desenvolver um relato antropológico objetivo. Por causa disso, é possível que o autor de ficção pré-histórica lide com seu assunto com muito mais liberdade do que o autor de uma ficção histórica, e o gênero também tenha conexões com ficção especulativa. Em muitas narrativas, humanos vivem com dinossauros e outras criaturas que já estavam extintas quando a humanidade surgiu.

## Histórico de gênero
Esse gênero literário aparece com o botânico e geólogo Pierre Boitard. Para expressar seu ponto de vista muito avançado sobre a evolução, muito antes de Charles Darwin, Boitard criou um conto o conto Paris avant les hommes, publicado postumamente em 1861. A ficção pré-histórica teve seu primeiro grande sucesso na França com o romance La Guerre du feu de J.-H. Rosny aîné, publicado em 1909, constantemente reeditado desde então e que foi objeto de duas adaptações cinematográficas. Existem nos Estados Unidos e no Brasil, existem trabalhos que lidam com a América pré-colombiana. Em 1975, a escritora brasileira Stella Carr Ribeiro publicou o romance O homem do Sambaqui: (uma estória na pré-história), o homem do sambaqui identifica um povo da pré-história do Brasil que teria vivido há aproximadamente 3000 a.C, em 2000, o escritor Ivanir Calado publicou um conto sobre os sambaquis intitulado Foi assim (talvez) publicado em Aventura no Tempo — Os Primeiros Brasileiros (Editora Record), em 2008, a historiadora Urda Alice Klueger publica o romance Sambaqui, outro trabalho que usa a pré-história brasileira como plano de fundo é a graphic novel Piteco: Ingá (2013) por Shiko, sendo uma nova versão do personagem Piteco de Maurício de Sousa, que usa como inspiração a Pedra do Ingá, um monumento rupestre localizado em Ingá, Paraíba.
O paleontólogo Björn Kurtén cunhou o termo "paleoficção" para definir suas obras.
Cerca de 1.200 títulos de livros, incluindo 350 em francês, foram listados no final de 2011. Um dos derivados do cyberpunk é o stonepunk, ele próprio um subgênero da ficção científica. Stonepunk um neologismo nascido da contração entre a stone (pedra) e o cyberpunk. Esta é uma ucronia que se refere ao uso massivo de tecnologia nos tempos pré-históricos.

## Lista de obras

### Literatura
- Paris avant les hommes (1861) de Pierre Boitard
- Before Adam (1907) de Jack London
- La Guerre du feu (1909) de J.-H. Rosny aîné
- O homem do Sambaqui: (uma estória na pré-história) (1975) de Stella Carr Ribeiro
- Sambaqui (2008) Urda Alice Klueger
- Spear and Fang (1925) de Robert E. Howard
- The Cave Boy of the Age of Stone (1907) de Margaret A. McIntyre

### Histórias em quadrinhos
- Prehistoric Peeps (1893) de Edward Tennyson Reed[23]
- Brucutu de Vincent T. Hamlin
- Piteco de Mauricio de Sousa, teve duas graphic novels: Piteco: Ingá por Shiko[18] e Piteco: Fogo por Eduardo Ferigato[24]
- Rahan de Roger Lécureux e André Chéret[25]

### Cinema e televisão
- 10,000 BC (2008)
- Ao, le dernier Néandertal (2010)[26]
- Korg: 70,000 B.C. (1974-1975)
- Mighty Mightor (1967-1968)

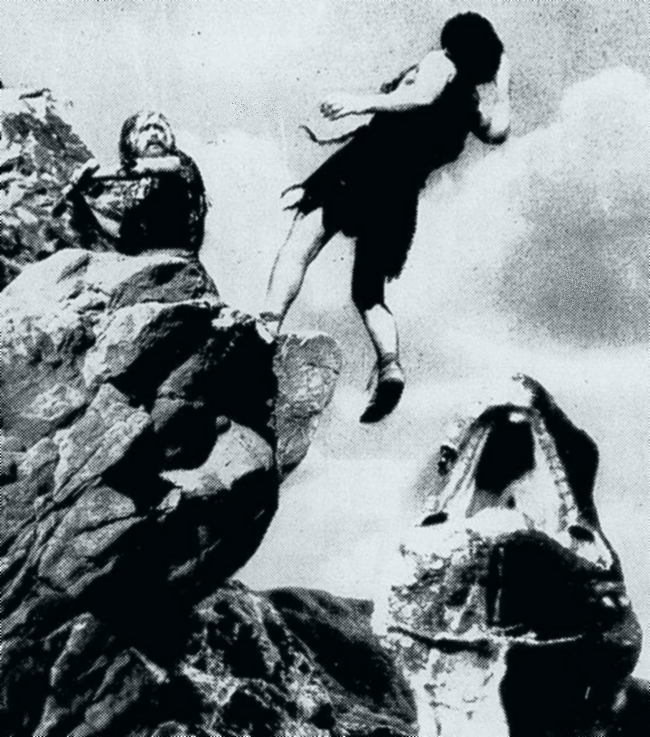
Foto do filme One Million B.C. (1940)

- A Guerra do Fogo (1981), baseado em La Guerre du feu de J.-H. Rosny aîné
- One Million B.C. (1940)
- One Million Years B.C. (1966)